# مدلا بث (نیو ساوت ولز)
مدلا بث (به انگلیسی: Medlow Bath) یک شهرک در استرالیا است که در نیو ساوت ولز واقع شده‌است.